# Cikampek Barat
Cikampek Barat is een bestuurslaag in het regentschap Karawang van de provincie West-Java, Indonesië. Cikampek Barat telt 20.451 inwoners (volkstelling 2010).